# 851
Раннє Середньовіччя •  Епоха вікінгів •  Золота доба ісламу •  Реконкіста

## Геополітична ситуація
У Східній Римській імперії триває правління Михаїла III. Каролінзька імперія розділена на три королівства: Західно-Франкське, Серединне та Східно-Франкське. Північ Італії належить Серединному королівству, Рим і Равенна під управлінням Папи Римського, герцогства на південь від Римської області незалежні, деякі області на півночі та на півдні належать Візантії. Піренейський півострів, окрім Астурійського королівства та Іспанської марки, займає Кордовський емірат. Вессекс підпорядкував собі більшу частину Англії, почалося вторгнення данів. Існують слов'янські держави: Перше Болгарське царство, Велика Моравія, Блатенське князівство.
Аббасидський халіфат очолив аль-Мутаваккіль. У Китаї править династія Тан. Значними державами Індії ж Імперія Пала, Пратіхара, Чола. В Японії триває період Хей'ан. Хозарський каганат підпорядкував собі кочові народи на великій степовій території між Азовським морем та Аралом. Територію на північ від Китаю захопили єнісейські киргизи.
На території лісостепової України в IX столітті літописці згадують слов'янські племена білих хорватів, бужан, волинян, деревлян, дулібів, полян, сіверян, тиверців, уличів. У Північному Причорномор'ї співіснують різні кочові племена, зокрема булгари, хозари, алани, тюрки, угри, кримські готи. Херсонес Таврійський належить Візантії.

## Події
- Король Західного Франкського королівства Карл Лисий зазнав поразки в битві з бретонським вождем Еріспое і змушений був визнати його королем. Цю подію вважають початком Бретанського королівства.
- Завдяки втручанню короля Італії Людовика припинилася війна між Сполето та Салерно, що тривала з 839 року.
- Королем Памплони став Гарсія I Іньїгес.
- В Аль-Андалусі почався період релігійного фанатизму, впродовж якого мусульмани стратили чимало християн-мосарабів, які прагнули мучеництва.
- Вікінги піднялися вгору Сеною і знову пограбували Руан. Цього разу вони вперши перезимували на континенті, а потім добралися пішки до Бове і спалили місто.
- Вікінги піднялися вгору Ельбою і розграбували Рейнську область та Фландрію.
- Король Вессексу Етельвульф переміг вікінгів у битві, але не зміг прогнати їх з острова в гирлі Темзи.
- Данські вікінги прогнали норвезьких вікінгів із Дубліна.
- Битва при Альбельде астурійсько-франкських сил і Кордовського емірату.

## Померли
- 16 липня — Сісенанд Кордовський, диякон, святий.